# Entra a Pulso
O Entra a Pulso é uma comunidade do bairro de Boa Viagem na cidade do Recife, no estado de Pernambuco, Brasil.
Destaca-se por ser a maior comunidade de Boa Viagem, contando com cerca de 2.488 habitantes. O bairro se localiza entre os bairros do Pina e Piedade, entre as residências de classe alta desses dois bairros e as de classe baixa do Pina marca um profundo contraste urbano na paisagem da região, que é frequentemente citado como simbolo da desigualdade social do Brasil.

## Associação dos Moradores do Entra a Pulso
A Associação dos Moradores do Entra a Pulso é uma organização da sociedade Civil de interesse público de caráter técnico, social, educacional e filantrópico, de utilidade pública, incumbida regimental e estatutariamente de promover e administrar a organização de atividades de formação cultural, incentivando a participação em ações sociais e qualificação profissional.
A Comunidade do Entra a Pulso, nome dado pela sua resistência fundiária, localiza-se no bairro da Boa Viagem, Recife, Pernambuco, com uma área de 8.3 hectares com aproximadamente 10.000 habitantes segundo dados estatísticos do último senso do IBGE e com 1.912 casas cadastradas na URB- Recife. Nas proximidades da Associação há escolas da rede pública estadual, municipal com Ensino Fundamental e Médio, atendendo à população da comunidade e entorno. Sobrevivem do trabalho informal, ambulantes na orla da praia, domésticas, lavadeiras, pedreiros.
A proposta da Associação objetiva integrar a comunidade, possibilitando absorção do jovem no mercado de trabalho cultural através de cursos e eventos culturais, como gerir um negocio no ramo cultural, como se transformar em multiplicador..